# Kandil simidi
Il Kandil simidi è una variante salata del prodotto da forno turco simit la quale viene consumata durante la festa religiosa del Kandil. È a forma di anello e ricoperto di semi di sesamo o di cumino nero (nigella sativa) i quali in turco sono chiamati çörekotu, e talvolta è aromatizzato con mahleb. Durante le cinque notti del Kandil, queste ciambelle sono cotte e offerte a vicini e parenti.